# Дрейлинский лес
Дре́йлинский лес (латыш. Dreiliņu mežs), или Улброкский лес — смешанный лес у восточной окраины города Риги, в 5-7 км восточнее центра по Лубанскому шоссе. Занимает площадь около 1,3 км².
Лесной массив расположен в юго-восточной части Риги и представляет собой трапециевидный участок длиной до 1,5 км и шириной до 1 км. Лесной массив расположен на высоте от 10 до 20 метров над уровнем моря.
В Дрейлинском лесу в основном произрастает сосна. Древостой лесного массива по данным на 1982 год представлял собой деревья средней высотой 16 м и толщиной 18 см. Лесной массив разбит просеками на 7 секторов.

## Захоронение периода нацистской оккупации
Лес известен тем, что в период с 1942 года до сентября 1944 года армией нацистской Германии в Дрейлинском лесу были расстреляны 13,1 тыс. мирных граждан и военнопленных. Все тела убитых были сожжены. Захоронение в Дрейлинском лесу является одним из самых крупных захоронений военнопленных в Риге и её окрестностях.
После войны в память об убитых была установлена стела с памятной табличкой. Впоследствии вместо пропавшего монумента в лесу был установлен «монумент» из ржавого капота автомобиля с полустертой надписью: «Здесь нац.-фашисты убили 13 тысяч в 41-44 детей, жен, стариков. Помните».
В XXI веке захоронение в Дрейлини заброшено и ухода за ним нет. Рядом здесь долгое время была свалка, а памятный знак пропал. Об ужасном состоянии захоронения жители писали в местные газеты, звонили на радио. На месте захоронения к памятным датам проводятся субботники.